# 苗栗河谷平原
苗栗河谷平原，是位於臺灣苗栗縣中西部，介於頭屋丘陵與苗栗丘陵間的後龍溪兩岸河谷平原。其範圍大致包括公館鄉西部、銅鑼鄉北部東側、苗栗市東大半部，以及後龍鎮部分地區。
後龍溪穿越堅硬的八角棟山脈後，進入丘陵地帶，地層較為軟弱，河蝕作用轉為側蝕，形成廣闊之河谷平原。
苗栗河谷平原兩側有許多河階地，皆屬古後龍溪河床的一部分，後因地層隆起及河川下蝕，形成今日地貌。